# Obří důl
Das Obří důl (deutscher Name: Riesengrund) ist ein Tal unterhalb der Schneekoppe im tschechischen Teil des Riesengebirges und reicht bis zum Ort Pec pod Sněžkou (Petzer). Das Tal ist gekennzeichnet durch stark abfallende Hänge subalpinen Charakters. Am Rand führt eine Seilbahn auf den Gipfel der Schneekoppe, durch das Tal existiert ein Wanderweg, der nur in den Sommermonaten geöffnet ist, da im Winter Lawinengefahr herrscht.
Das Obří důl ist bis auf den einen Wanderweg touristisch nicht erschlossen. Im Tal wurde im 19. Jahrhundert Eisen- und Kupfererz abgebaut, heute ist es Teil des Riesengebirge-Nationalparks Krkonošský národní park (KRNAP) und beherbergt seltene Pflanzen wie Moltebeeren und Edelweiß.